# Španska kampanja v Zahodni Floridi
Španska kampanja v Zahodni Floridi ali Kampanja ob Mehiški obali v ameriški revolucijski vojni, je bila vrsta vojaških operacij, ki jih je predvsem vodil guverner španske Louisiane, Bernardo de Gálvez, proti britanski provinci Zahodna Florida (deli današnjih držav jugovzhodna Louisiana, južni Mississippi, južna Alabama in zahodna Florida). Začela se je z operacijami proti britanskim položajem ob reki Mississippi kmalu po tem, ko sta Britanija in Španija začeli vojno leta 1779; Gálvez je osvojitev Zahodne Floride dokončal leta 1781 z uspešnim obleganjem Pensacole.

## Ozadje
Španski imperij je uradno vstopil v ameriško revolucijsko vojno 8. maja 1779, z uradno napovedjo vojne kralja Karla III.. Tej napovedi je sledila še ena 8. julija, ki je pooblastila njegove kolonialne podanike, da se vključijo v sovražnosti proti Britancem.
Ko je Bernardo de Gálvez, kolonialni guverner španske Louisiane, prejel to novico 21. julija, je takoj začel v tajnosti načrtovati ofenzivne operacije. Gálvez, ki je od aprila načrtoval možnost vojne, je prestregel komunikacije Britancev pri Pensacoli, ki so nakazovale, da Britanci načrtujejo presenetljiv napad na New Orleans; odločil se je, da izvede svoj napad prvi. V ta namen je javnosti skrival, da je prejel drugo procklamacijo.

## Nadzor nad spodnjimMississippijem
27. avgusta se je Gálvez odpravil po kopnem proti Baton Rougeu, vodil je enoto, ki je obsegala 520 rednih vojakov (približno dve tretjini so bili nedavni rekruti), 60 pripadniko milice, 80 svobodnih črncev in mulatov in deset angleško-ameriških vojaških prostovoljcev, ki jih je vodili Oliver Pollock. Med njihovim maršem po reki se je enota povečala za še 600 ljudi, vključno z Indijanci in Akadijci (pregnanimi francoskimi naseljenci iz današnjih kandskih prvinc ob Atlantiku). Na vrhuncu je število mož doseglo več kot 1.400; to število se je zaradi težav med maršem zmanjšalo za več sto, preden so dosegli Fort Bute.
Ob zori 7. septembra je ta enota napadla Fort Bute, razpadajočo utrdbo iz francoske in indijanske vojne, ki jo je branila simbolična sila. Po kratkem spopadu, v katerem je bil ubit ed nemški vojnik, se je večina garnizona predala. Šest, ki so ušli pred zajetjem, se je odpravilo v Baton Rouge, da bi obvestili britanske čete o osvojitvi trdnjave.
Po nekaj dneh počitka je Gálvez napredoval proti Baton Rouge, oddaljen samo 15 mi (24 km) od Fort Bute.  Ko je Gálvez prispel v Baton Rouge 12. septembra, je našel Fort New Richmond utrjen od več kot 400 britanskih rednih vojakov in 150 pripadnikov milice, pod splošnim poveljstvom podpolkovnika Alexandra Dicksona. Po devetdnevnem obleganju se je Dickson predal.
Gálvez je zahteval in prejel pogoje, ki so vključevali kapitulacijo 80 elitnih granadierjev iz nedavno prispelih 60. regimenta pehote iz Fort Rosalie, oz. Fort Panmur (sodobni "Natchez, Mississippi"), dobro utrjene pozicije, ki bi jo bilo Gálvezu težko vojaško osvojiti. Dickson se je naslednji dan predal 375 rednih vojakoh; Gálvez je razorožil Dicksonovo milico in jo poslal domov. Gálvez je nato poslal oddelek 50 mož, da prevzame nadzor nad Fort Panmure. Odpustil je svoje pripadnike milice, pustil znaten garnizijo v Baton Rougeu in se vrnil v New Orleans z okoli 50 možmi.

## Mobile
V začetku leta 1780 je Gálvez odšel na ekspedicijo, da bi zajel "Mobile, Alabama", ki je bila eden od le dveh velikih britanskih vojaških objektov, ki so ostali v britanski Zahodni Floridi; drugi je bilo glavno mesto "Pensacola, Florida". Zbral je 750 mož v New Orleansu, odplul je proti Mobile 11. januarja in prispel v Mobile Bay 9. februarja po tem, ko je bil zadržan zaradi slabega vremena. 20. februarja se mu je pridružila enota 450 moških iz Havane, vendar ni začel oblegalnih operacij do 1. marca. Po 14 dneh bombardiranja so bile stene Fort Charlotte prebite, njen poveljniki, kapitan Elias Durnford pa se je predal.
Gálvez je jeseni leta 1780 poskušal zasesti Pensacolo, poslal je svojo pomorsko enoto iz Mobila, vendar je flota razpršena zaradi velikega orkana. Njeni raztrgani ostanki so se vrnili bodisi v Havano bodisi v New Orleans in načrtovanje za novo ekspedicijo se je ponovno začelo leta 1781.
Britanske oblasti v Pensacoli so, ko je bila vojna s Španijo na vidiku, poskušale okrepiti obrambo Zahodne Floride, vendar so skromni viri, dodeljeni tem območju, pomenili, da je general John Campbell, vojaški poveljnik v Pensacoli, lahko storil le malo, da bi ustavil Gálvezovo napredovanje. Do konca leta 1780 je prejel nekaj okrepitve in uspešno rekrutiral znatno enoto lokalnih Indijancev za krepitev obrambe Pensacole. Uničenje Gálvezove ekspedicije ga je ohrabrilo, da je poskusil ponovno zavzeti Mobile. Januara 1781 je poslal več kot 700 mož pod poveljstvom Waldeckerja najmenika polkovnika Johann von Hanxleden, da gredo po kopnem. Ta enota je bila poražena, ko je napadla eno od sprednjih španskih obrambe Mobile in polkovnik Hanxleden je bil ubit. Napad je spodbudli španske oblasti na Kubi, da povečajo garnizon v Mobilu.

## Pensacola
Gálvez in španske oblasti na Kubi so januarja 1781 ponovno izvedli ekspedicijo proti Pensacoli. S silami, ki so na koncu štele okoli 8.000, je Gálvez, ob pomoči španskih in francoskih pomorskih sil, najprej blokiral pristanišče Pensacola, nato pa začel oblegalne operacije 9. marca. Do 30. aprila so Španci uspešno postavili topove, ki so lahko v celoti napadli glavne obrambe Pensacole. Srečen strel iz topa je 8. maja zadel skladišče smodnika v eni od zunanjih obramb utrdbe, Španci pa so hitro izkoristili to priložnost in zavzeli britansko pozicijo. Ko je spoznal, da njegov položaj ni več vzdržen, je Campbell naslednji dan odprl pogajanja o predaji. Pogoji predaje so vključevali predajo vse britanske Zahodne Floride.